# Помоцне
Помоцне (пол. Pomocne, нім. Pombsen) — село в Польщі, у гміні Менцинка Яворського повіту Нижньосілезького воєводства.
Населення — 405 осіб (2011).
У 1975-1998 роках село належало до Легницького воєводства.

## Демографія
Демографічна структура станом на 31 березня 2011 року:
|          | Загалом | Допрацездатний вік | Працездатний вік | Постпрацездатний вік |
| -------- | ------- | ------------------ | ---------------- | -------------------- |
| Чоловіки | 205     | 40                 | 144              | 21                   |
| Жінки    | 200     | 39                 | 117              | 44                   |
| Разом    | 405     | 79                 | 261              | 65                   |

## Галерея

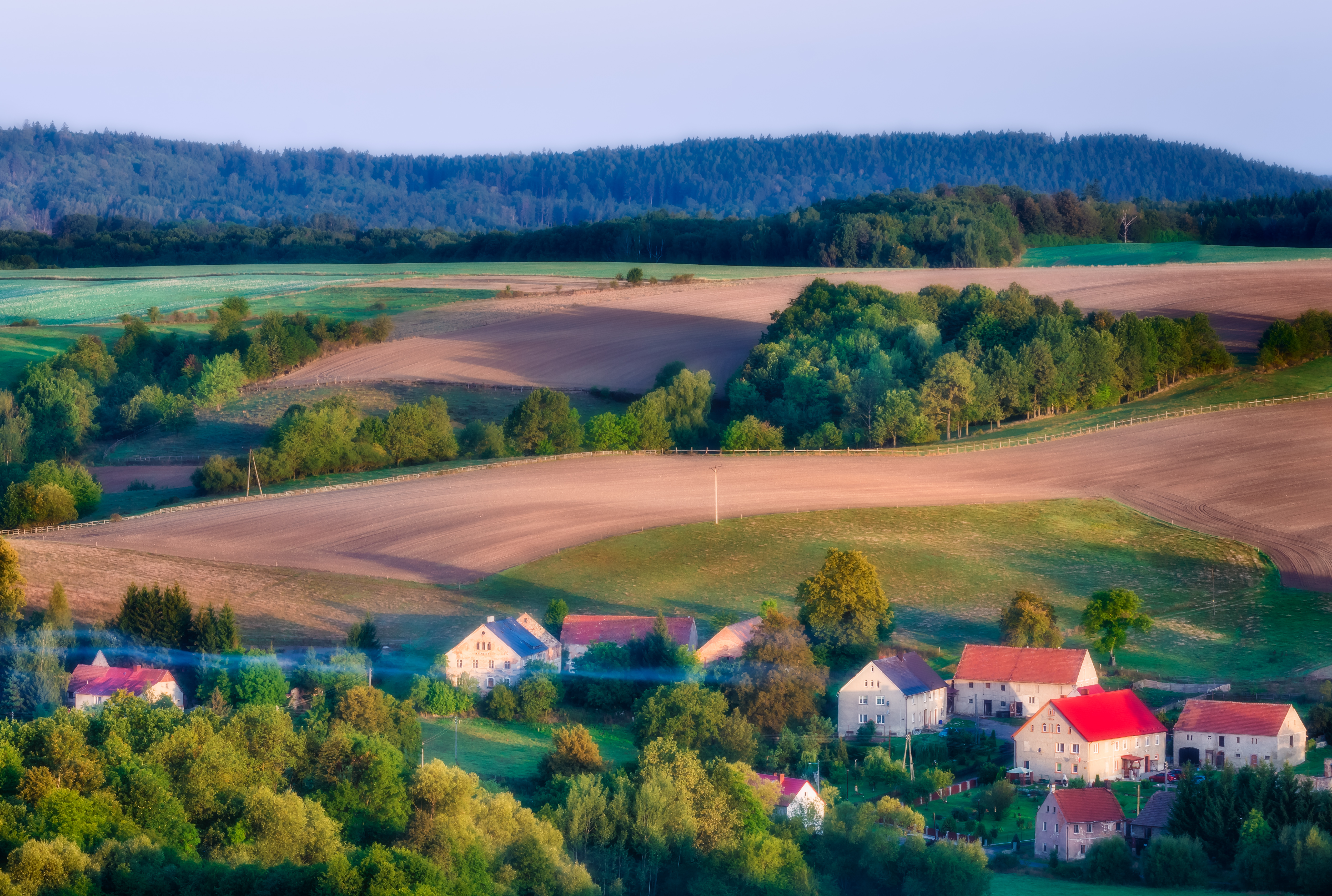
Вид зі скелі Чортової на село Помоцне, воєводство Нижньосілезьке. Осінь 2019.